# خروت آخلو
خروت آخلو (به هلندی: Groot Agelo) یک منطقهٔ مسکونی در هلند است که در دینکل‌لاند واقع شده‌است. خروت آخلو ۳۸۰ نفر جمعیت دارد.